# 何易于
何易于（?—?），生卒出生地不详。唐代官员，曾任唐益昌县（今四川省广元市元坝区昭化镇）县令。
益昌县距利州四十里，刺史崔朴在春天和宾客泛舟到益昌，让老百姓拉纤，何易于亲自拉纤引舟，崔朴吃惊问干什么，何易于说：“方春，百姓耕且蚕，惟令不事，可任其劳。”崔朴惭愧，与宾客离去。盐铁官榷取卖茶之利，何易于见到诏书说：“益昌人不征茶且不可活，矧厚赋毒之乎？”属吏说：“天子诏何敢拒？吏坐死，公得免窜邪？”何易于焚烧盐铁榷茶的诏书。监狱三年无囚，境内没有盗贼。督赋役不忍逼迫平民，以自己的俸禄代输。以中上考，迁罗江令。刺史裴休到他的县里，招待的不过三人。